# Unterlamm
Unterlamm – gmina w Austrii, w kraju związkowym Styria, w powiecie Südoststeiermark. Według Austriackiego Urzędu Statystycznego liczyła 1233 mieszkańców (1 stycznia 2015).